# IC 1573
IC 1573 ist eine Spiralgalaxie vom Hubble-Typ Sc im Sternbild Walfisch am Südsternhimmel. Sie ist rund 752 Millionen Lichtjahre von der Milchstraße entfernt.
Entdeckt wurde das Objekt am 3. November 1898 von DeLisle Stewart.